# Tentative d'assassinat d'Imran Khan
 (novembre 2022).
La mise en forme du texte ne suit pas les recommandations de Wikipédia : il faut le « wikifier ».
Les points d'amélioration suivants sont les cas les plus fréquents. Le détail des points à revoir est peut-être précisé sur la page de discussion.
- Les titres sont pré-formatés par le logiciel. Ils ne sont ni en capitales, ni en gras.
- Le texte ne doit pas être écrit en capitales (les noms de famille non plus), ni en gras, ni en italique, ni en « petit »…
- Le gras n'est utilisé que pour surligner le titre de l'article dans l'introduction, une seule fois.
- L'italique est rarement utilisé : mots en langue étrangère, titres d'œuvres, noms de bateaux, etc.
- Les citations ne sont pas en italique mais en corps de texte normal. Elles sont entourées par des guillemets français : « et ».
- Les listes à puces sont à éviter, des paragraphes rédigés étant largement préférés. Les tableaux sont à réserver à la présentation de données structurées (résultats, etc.).
- Les appels de note de bas de page (petits chiffres en exposant, introduits par l'outil «  Source ») sont à placer entre la fin de phrase et le point final[comme ça].
- Les liens internes (vers d'autres articles de Wikipédia) sont à choisir avec parcimonie. Créez des liens vers des articles approfondissant le sujet. Les termes génériques sans rapport avec le sujet sont à éviter, ainsi que les répétitions de liens vers un même terme.
- Les liens externes sont à placer uniquement dans une section « Liens externes », à la fin de l'article. Ces liens sont à choisir avec parcimonie suivant les règles définies. Si un lien sert de source à l'article, son insertion dans le texte est à faire par les notes de bas de page.
- La présentation des références doit suivre les conventions bibliographiques. Il est recommandé d'utiliser les modèles {{Ouvrage}}, {{Chapitre}}, {{Article}}, {{Lien web}} et/ou {{Bibliographie}}. Le mode d'édition visuel peut mettre en forme automatiquement les références.
- Insérer une infobox (cadre d'informations à droite) n'est pas obligatoire pour parachever la mise en page.

Pour une aide détaillée, merci de consulter Aide:Wikification.
Si vous pensez que ces points ont été résolus, vous pouvez retirer ce bandeau et améliorer la mise en forme d'un autre article.
La tentative d'assassinat d'Imran Khan est survenue le 3 novembre 2022 lorsqu'Imran Khan, ancien Premier ministre du Pakistan et président du parti politique Pakistan Tehreek-e-Insaf (PTI), a reçu une balle dans la jambe lors d'une manifestation. La fusillade a été déclarée par ses partisans comme une tentative d'assassinat. Khan prononçait un discours lors d'un rassemblement à Wazirabad, Pendjab, lorsqu'un homme armé a ouvert le feu, blessant Khan et un certain nombre d'autres dirigeants du PTI.
La fusillade a été condamnée par le Premier ministre Shehbaz Sharif, qui a ordonné au ministre de l'Intérieur de produire immédiatement un rapport sur l'incident.

## Contexte

### Éviction d'Imran Khan
Une crise politique a éclaté au Pakistan en 2022 lorsque le Mouvement démocratique pakistanais, parti d'opposition, a déposé une motion de censure contre Imran Khan (en). La crise impliquait une crise constitutionnelle lorsque le président Arif Alvi a dissous le parlement sur la recommandation de Khan. La Cour suprême a rétabli le parlement, et Khan a perdu la motion de censure, entraînant son remplacement par l'actuel Premier ministre Shehbaz Sharif,.
Khan a imputé son éviction à un "complot américain", qualifiant l'administration actuelle de "gouvernement importé".

### Marche Azadi-II
La Marche Azadi II (en) de 2022 est une marche sur Islamabad depuis Lahore qui a débuté le 28 octobre 2022, menée par Khan et ses partisans pour protester contre le refus du gouvernement d'organiser des élections anticipées.

## Tentative d'assassinat
Le 3 novembre, alors qu'il prononçait un discours devant ses partisans, des coups de feu ont été tirés par des hommes armés non identifiés sur le camion-conteneur de Khan. Selon un assistant de Khan, le camion a été visé à six reprises. Un partisan de Khan du nom d'Ibtisam s'est attaqué au tireur, qui a été arrêté. Un autre tireur a été abattu sur place.
Khan a reçu une balle dans le tibia et a été transféré dans un hôpital, où il suit actuellement un traitement. Un dirigeant du PTI a déclaré que son état était stable.
Au total, neuf personnes ont été blessées, dont Imran Khan et le sénateur Faisal Javed Khan (en), et une autre a été tuée,.

## Agresseur
La police pakistanaise a arrêté le tireur qui a tiré sur Imran Khan, identifié comme Faisal Butt. Dans une vidéo, Butt a déclaré qu'il avait tiré sur Imran Khan alors qu'il "répandait la haine en trompant le peuple". Butt a confirmé que la fusillade était une tentative d'assassinat, en disant qu'il a voulu le tuer. Il a dit qu'il voulait seulement tuer Imran Khan et personne d'autre, et qu'il agissait de son propre chef,.

## Déclaration d'Imran Khan
Les membres du PTI Asad Umar et Mian Aslam (en) ont publié une déclaration, disant qu'Imran Khan leur avait demandé de la publier en son nom. Dans la déclaration, Khan a déclaré qu'il "croit qu'il y a 3 personnes à la demande desquelles cela a été fait, Shehbaz Sharif, Rana Sanaullah et le général de division Faisal. Il a dit qu'il recevait des informations et le dit sur cette base".

## Réactions

### Nationales
Le Premier ministre Shehbaz Sharif a condamné l'attaque contre Imran Khan "dans les termes les plus forts", priant pour le rétablissement de Khan et des autres personnes blessées, et déclarant : "J'ai demandé au ministre de l'Intérieur un rapport immédiat [sic] sur l'incident." Il a également déclaré que le gouvernement fédéral fournirait tout le soutien nécessaire au gouvernement provincial du Pendjab en matière de sécurité et d'enquête,.
L'armée pakistanaise "a vivement condamné" l'attaque et a offert "des prières sincères pour la précieuse vie perdue et le prompt rétablissement de Khan".
Les politiciens suivants ont également dénoncé l'attaque :
- Bilawal Bhutto Zardari, ministre des Affaires étrangères
- Maryam Nawaz, vice-présidente de PML-N
- Nawaz Sharif, leader du PML-N et ancien Premier ministre
- Asif Zardari, coprésident du PPP

### Internationales
- Inde : Un porte-parole du ministère indien des Affaires extérieures a déclaré que son pays "gardait un œil attentif" sur les développements au Pakistan[22].
- Canada : Justin Trudeau, le Premier ministre du Canada, a qualifié l'attaque de "complètement inacceptable", affirmant que la violence "n'a pas sa place en politique, dans aucune démocratie ou dans notre société". Il présente ses condoléances à la famille du travailleur politique décédé lors de l'incident.